# Zoofachgeschäft

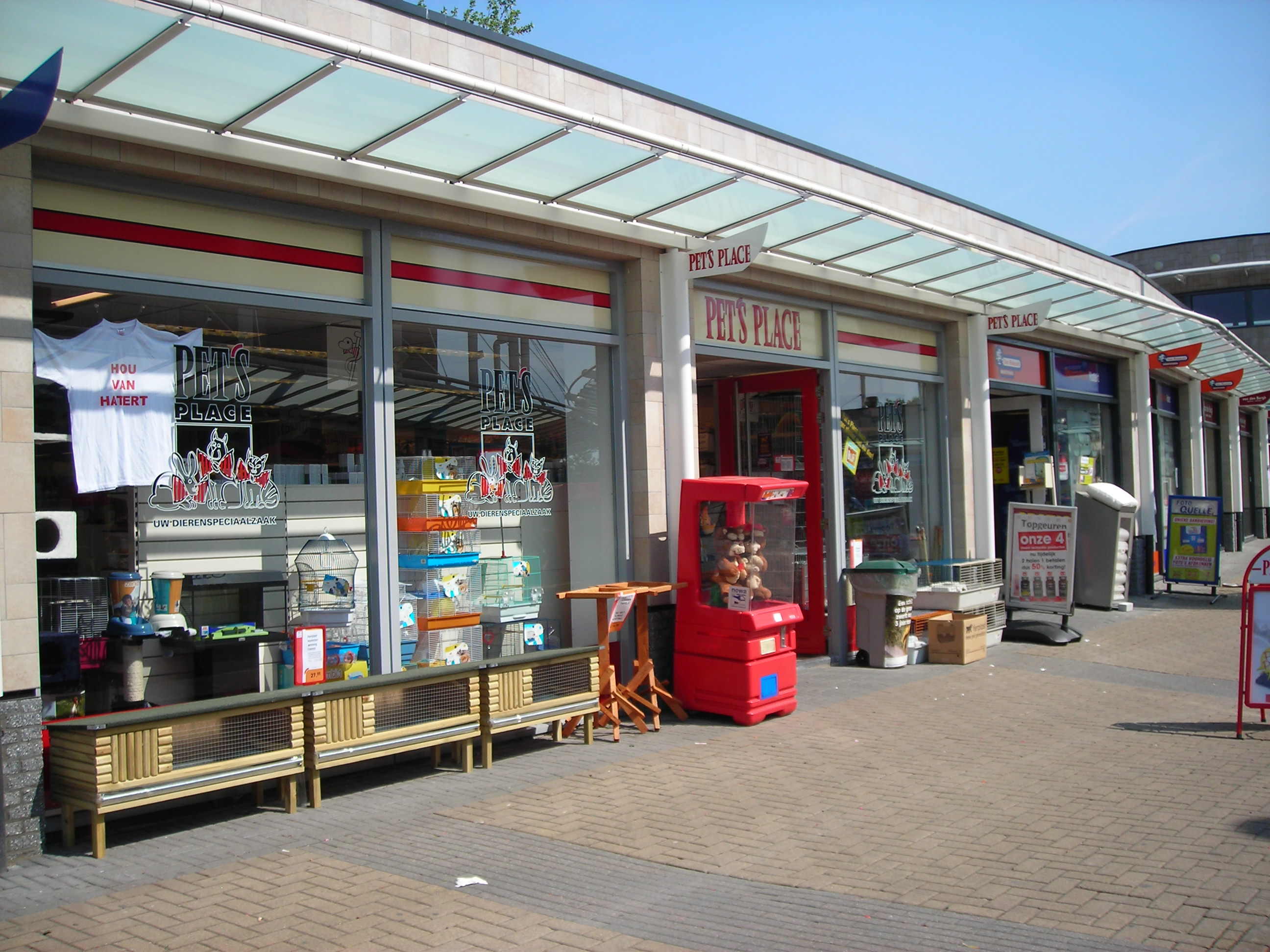
Ein Zoofachgeschäft in Nimwegen, Niederlande

Ein Zoofachgeschäft, auch Zoohandlung, Tierhandlung o. ä., ist ein Unternehmen im Einzelhandel, das seinen Kunden Heimtiere, Tiernahrung und entsprechendes Zubehör zum Kauf anbietet und beratend bei der Haltung der Tiere zur Seite steht. Nach § 11 Abs. 1 Satz 1 Nr. 8 Buchstabe b  des deutschen Tierschutzgesetzes ist für den gewerbsmäßigen Handel mit Wirbeltieren eine behördliche Erlaubnis erforderlich. Die Ankündigung von Agrarministerin Julia Klöckner, diese Erlaubnis künftig zu befristen wurde vom Branchenverband kritisiert.
In Deutschland gab es im Jahr 2020 1.545 Geschäfte des Zoofachhandels. Der Heimtierbedarfs-Markt in Deutschland verzeichnete 2019 ein Umsatzvolumen von 4,325 Milliarden Euro. Allerdings wurden nach Angaben des Industrieverbands Heimtierbedarf 2009 nur 33 % des Heimtierfutters über den Fachhandel verkauft, während der Anteil beim Zubehör bei 82 % lag. Den größten Anteil am verkauften Tierfutter machte Katzenfutter aus.